# Pondok Ranji
Pondok Ranji is een bestuurslaag in het regentschap Tangerang Selatan van de provincie Banten, Indonesië. Pondok Ranji telt 30.962 inwoners (volkstelling 2010).